# Syngonanthus marginatus
Syngonanthus marginatus är en gräsväxtart som beskrevs av Silveira. Syngonanthus marginatus ingår i släktet Syngonanthus och familjen Eriocaulaceae. Inga underarter finns listade i Catalogue of Life.